# Vitis cardiophylla
Vitis cardiophylla är en vinväxtart som beskrevs av F. Müll.. Vitis cardiophylla ingår i släktet vinsläktet, och familjen vinväxter. Inga underarter finns listade i Catalogue of Life.